# Roberto Matta
Roberto Sebastián Antonio Matta Echaurren, född 11 november 1911 i Santiago de Chile, död 23 november 2002 i Civitavecchia, Italien, var en chilensk arkitekt, bildkonstnär, filosof och poet. 

## Biografi
Matta utbildade sig till arkitekt vid Pontificia Universidad Católica de Chile, och tog examen därifrån 1935. Därefter tillbringade han flera år i Europa; till en början i Portugal och Spanien, där han kom i kontakt med chilenska och spanska författare som Gabriela Mistral, Pablo Neruda, Rafael Alberti och Federico Garcia Lorca. Matta bosatte sig sedan i Paris, där han arbetade som arkitekt under Le Corbusier. I Paris rörde han sig i surrealistiska kretsar: Matta bidrog bland annat till den surrealistiska tidskriften Minotaure, och lärde känna konstnärer som André Breton, Salvador Dalí, Pablo Picasso, Arshile Gorky och Marcel Duchamp. 
I slutet av 1930-talet skedde en viktig vändning i Mattas konst då han skiftade från teckning till oljemåleri, för vilket han sedermera blivit mest känd. Denna period sammanfaller med att han 1938 utvandrade till USA, där han kom att bo fram till 1948. Samma år blev han utesluten ur surrealistgruppen, anklagad för att indirekt ha orsakat Arshile Gorkys självmord genom en affär med dennes hustru. Från USA återvände Matta en kort period till Chile, men kom snart att bosätta sig i Italien. 1955 var han en av de representerade konstnärerna på det nyöppnade Galerie Colibri i Malmö.
Matta var involverad i de sociala rörelserna under 1960- och 1970-talen. Han var en hängiven anhängare av den chilenske socialisten Salvador Allende, och bosatte sig åter i Chile efter att Allende valts till president 1970. Med anledning av militärkuppen i Chile 1973 mot Allendes regering, och den efterföljande diktaturen under general Augusto Pinochet, tvingades Matta gå i exil samma år. År 1974 upphävde militärjuntan Mattas chilenska medborgarskap, och han levde resten av sitt liv i Italien.  
Efter militärdiktaturens fall har Matta upptagits i Chiles konstnärliga kanon. År 1990, samma år som demokratin återupprättades, tilldelades han Chiles nationella konstpris. År 2011 förklarades av Chiles kulturministerium som Matta-året, och vid 100-årsjubileet av hans födelse samma år hölls en utställning med över 100 av konstnärens verk i Monedapalatset. 

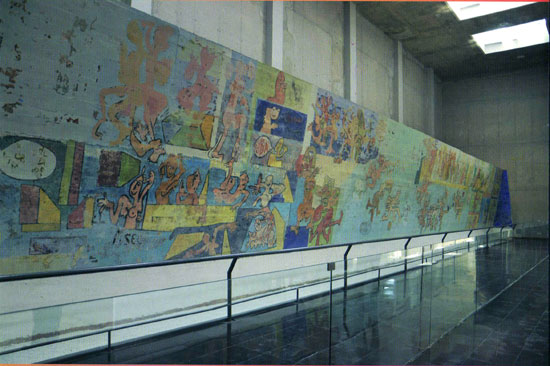
El primer gol del pueblo chileno (1971), utställd i stadshuset i La Granja.

## Verk

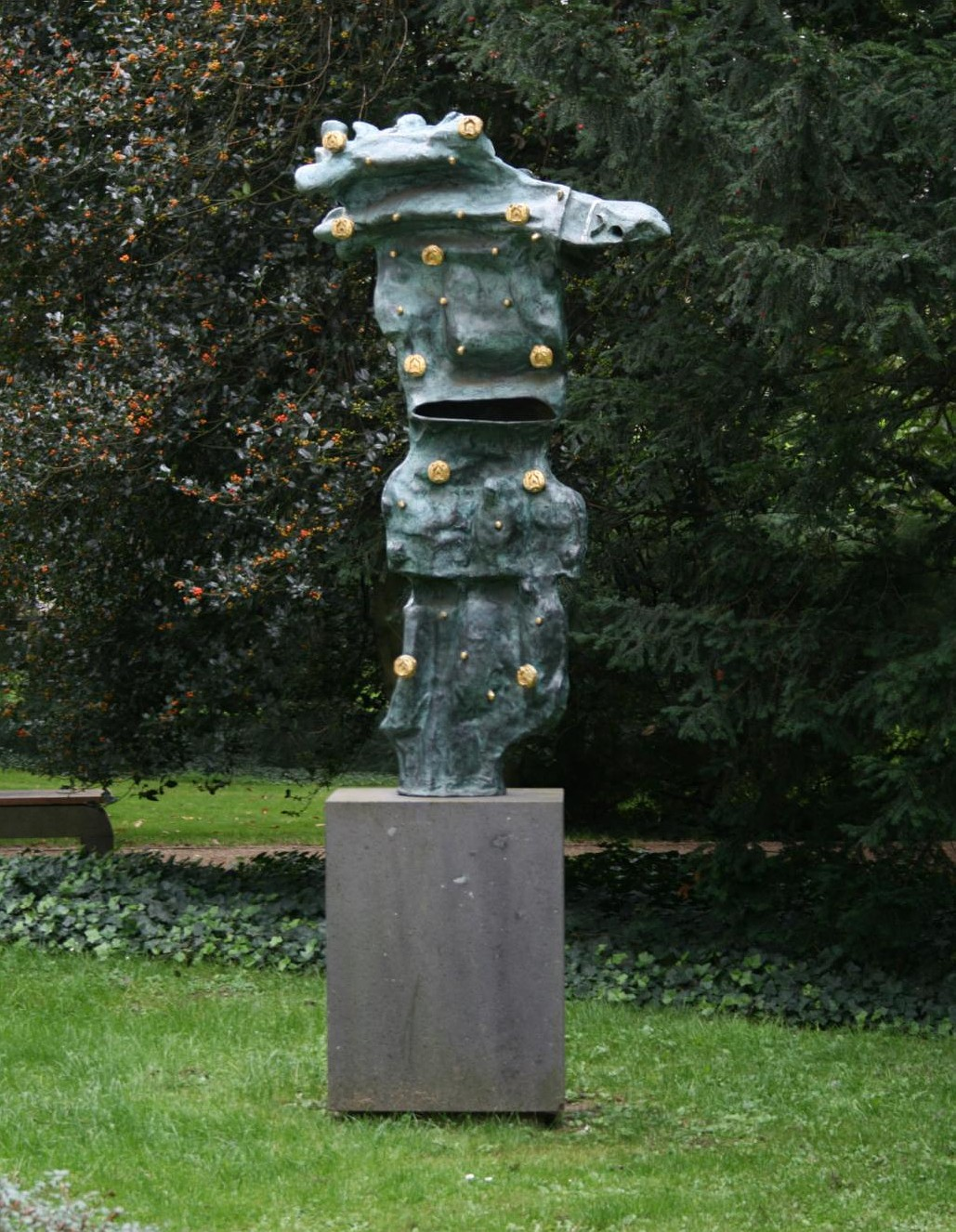
Chaosmos (2002)

Den konst som han är mest känd för kom till i slutet av 1930-talet, då han skiftade från teckning till oljemåleri. Denna period sammanfaller med att han utvandrade till USA, där han bodde fram till 1948. Han tilldelades Prinsen av Asturiens pris för konst år 1992.
Efter andra världskriget framträdde Matta som en banbrytande föregångare inom 1900-talets abstrakta expressionistiska och surrealistiska konst. Hans måleri uttrycktes i giftiga, nästan självlysande färger med oidentifierbara, maskinliknande fantasivarelser och psykologiska morfologier, som svävar omkring i en tom rymd.
Matta ansåg att konsten och poesin har makt att förändra den mänskliga tillvaron. Mattas verk från 1940- och 50-talen tematiserar ofta krig, sociala orättvisor och mänskligt lidande; däribland målningen Les Roses sont belles (1952), inspirerad av rättegången mot Ethel och Julius Rosenberg i USA, La question Djamila (1958), som berör Algerietrevolen, och monumentalmålningen Burn, Baby, Burn (L'escalade) (1965–67), som berör Vietnamkriget. En 4x24 meters muralmålning som han kallat El primer gol del pueblo chileno ("Det chilenska folkets främsta mål", 1971), lät Pinochets militärdiktatur måla över med 16 lager färg efter militärkuppen 1973. Efter att ha fallit i glömska återupptäcktes den 2005, och blev fullständigt renoverad 2008 till en kostnad av $ 43.000. Målningen kan idag beskådas i stadshuset i kommunen La Granja i Santiago.
Hans måleri tog sig oftast sådana stora former, vilket några verk representerade verk på Moderna museet i Stockholm bekräftar.
Matta arbetade hela sitt liv med många olika typer av media, keramik, fotografi och videoproduktion.